# オールディ・イングリッシュ・ブルドッグ
オールディ・イングリシュ・ブルドッグ（オールド・イングリッシュ・ブルドッグ、英: Olde Engllsh Bulldogge）は、イングリッシュ・ブルドッグの19世紀初頭の姿（オールド・イングリッシュ・ブルドッグ）の再現を目的にアメリカ合衆国で作出された犬種である。1970年代にペンシルバニア州のブリーダーであるデビッド・リービットが本格的な復元計画を行いリービット・ブルドッグを作出した。その後、リービッドとは別の人々によっても改良が進められた。2014年1月にアメリカのユナイテッド・ケネルクラブに登録された。
ブルドッグはブル・バイティング（雄牛と闘わせる）、闘熊（熊と闘わせる）用に使われていた犬種をショードッグとして改良して出来た犬種であるが、あまりにも特徴が過度に誇張されすぎたために、本来のブルドッグとは異なる犬種になったと考える愛好家もいる。また、軟口蓋過長による呼吸困難、よだれ過多、歯や頸椎、脊髄の変形、皮膚のヒダの間に起こる湿疹、体格が原因の難産など、多くの生命に関わる健康上の問題を持つようにもなったため、その改善も作出の理由とされる。